# 第52回ブルーリボン賞 (鉄道)

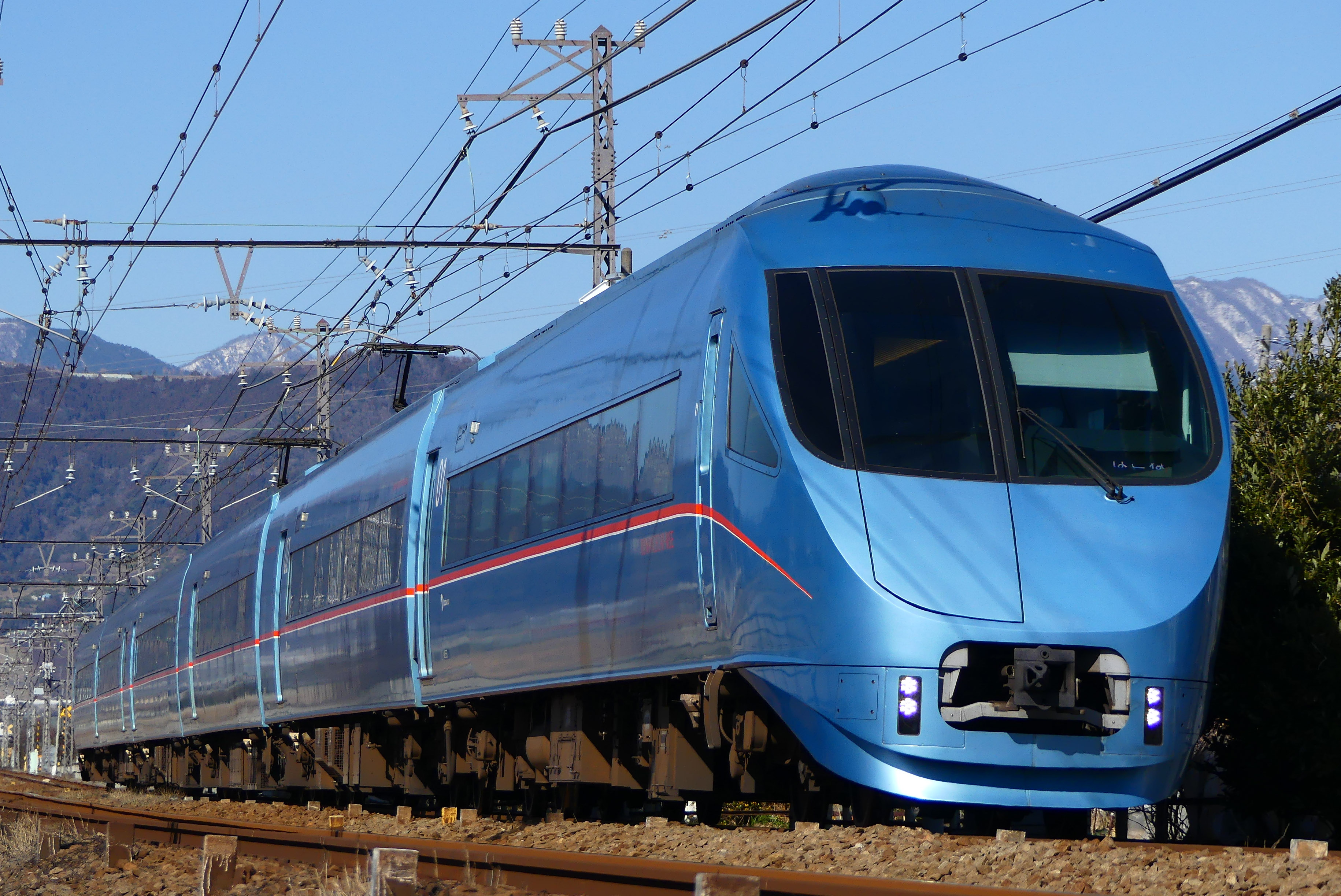
第52回ブルーリボン賞
小田急電鉄60000形電車

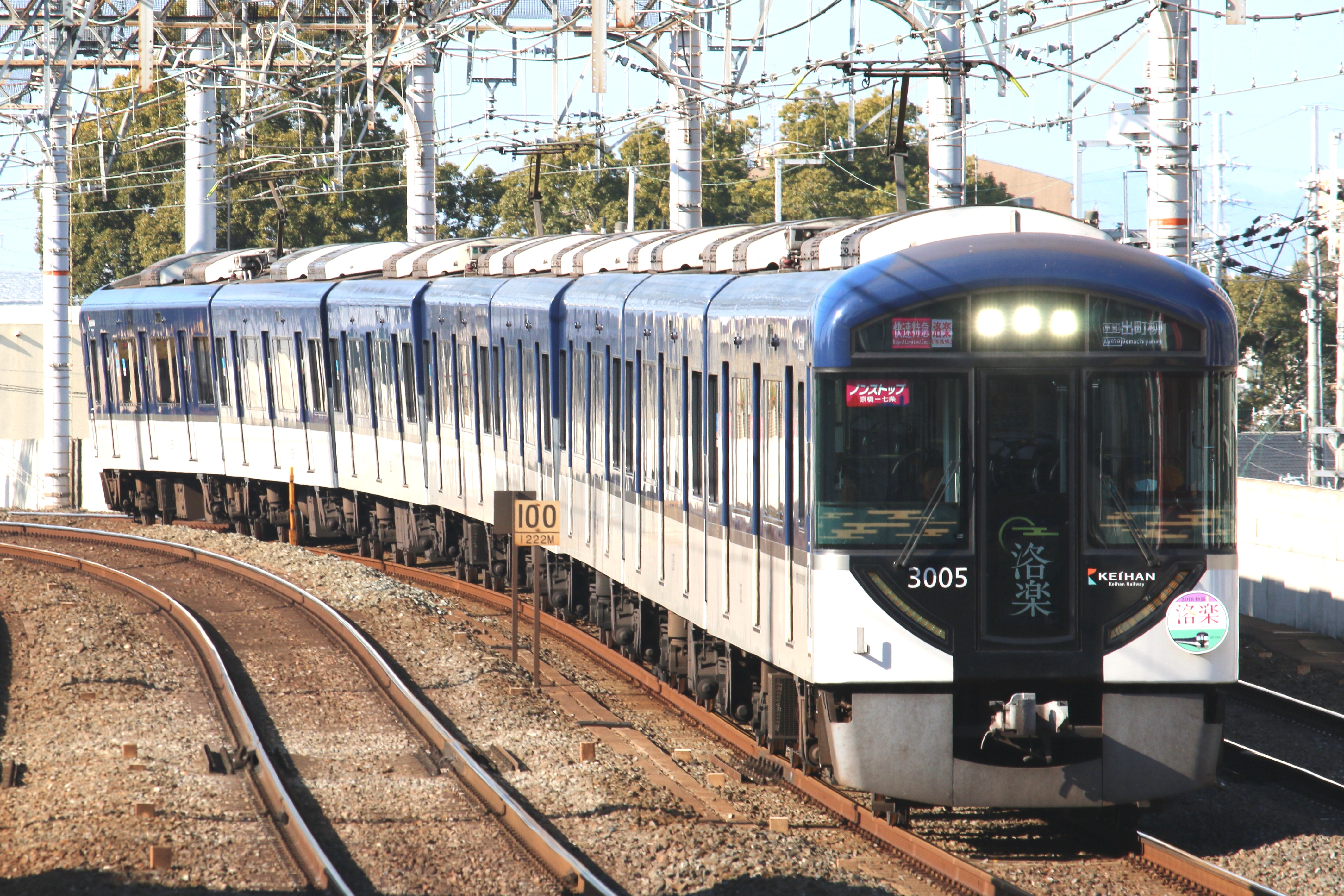
第49回ローレル賞
京阪電気鉄道3000系電車

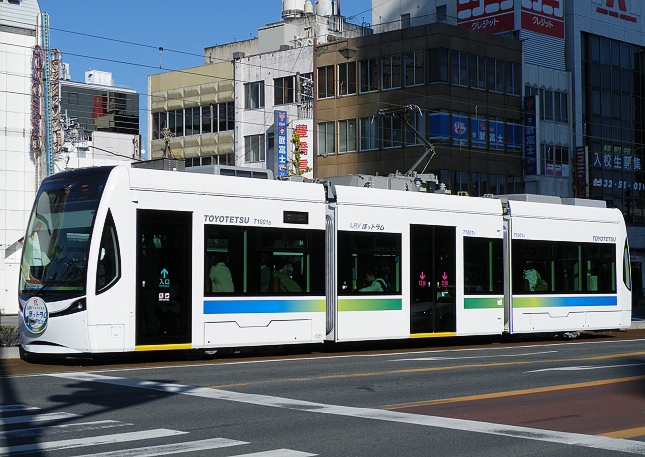
第49回ローレル賞
豊橋鉄道T1000形電車

第52回ブルーリボン賞（だい52かいブルーリボンしょう）は、2009年に鉄道友の会が選定したブルーリボン賞である。本項では、第49回ローレル賞（だい49かいローレルしょう）についても併せて記す。

## 概要
日本国内で使用する鉄道・軌道車両のうち、2008年1月1日から12月31日までの間に日本国内で営業運転に就いた新形式車両またはそれとみなせる車両で、候補車両決定の時点で現に営業をしていることを概ねの要件とする選定候補車両18車種のなかから、ブルーリボン賞1形式、ローレル賞2形式が選定された。

## 選定車両

### ブルーリボン賞
- 小田急電鉄 60000形電車（MSE）

### ローレル賞
- 京阪電気鉄道 3000系電車
- 豊橋鉄道 T1000形電車

## 候補車両
鉄道友の会ブルーリボン賞・ローレル賞選考委員会が、候補車両とした18車種。
| 会社名         | 車両形式         |
| -------------- | ---------------- |
| 東日本旅客鉄道 | E331系電車       |
| 東日本旅客鉄道 | キハE120形気動車 |
| 日本貨物鉄道   | コキ107形貨車    |
| 東武鉄道       | 50090系電車      |
| 西武鉄道       | 30000系電車      |
| 小田急電鉄     | 60000形電車      |
| 東京急行電鉄   | 6000系電車       |
| 東京都交通局   | 300形電車        |
| 御岳登山鉄道   | コ1形・コ2形客車 |
| 高尾登山電鉄   | コ1形客車        |
| 横浜市交通局   | 10000形電車      |
| 名古屋鉄道     | 4000系電車       |
| 名古屋鉄道     | 5000系電車       |
| 名古屋市交通局 | N1000形電車      |
| 豊橋鉄道       | T1000形電車      |
| 京阪電気鉄道   | 3000系電車       |
| 南海電気鉄道   | 8000系電車       |
| 神戸電鉄       | 6000系電車       |